# Instytut Historyczny Kapucynów w Rzymie

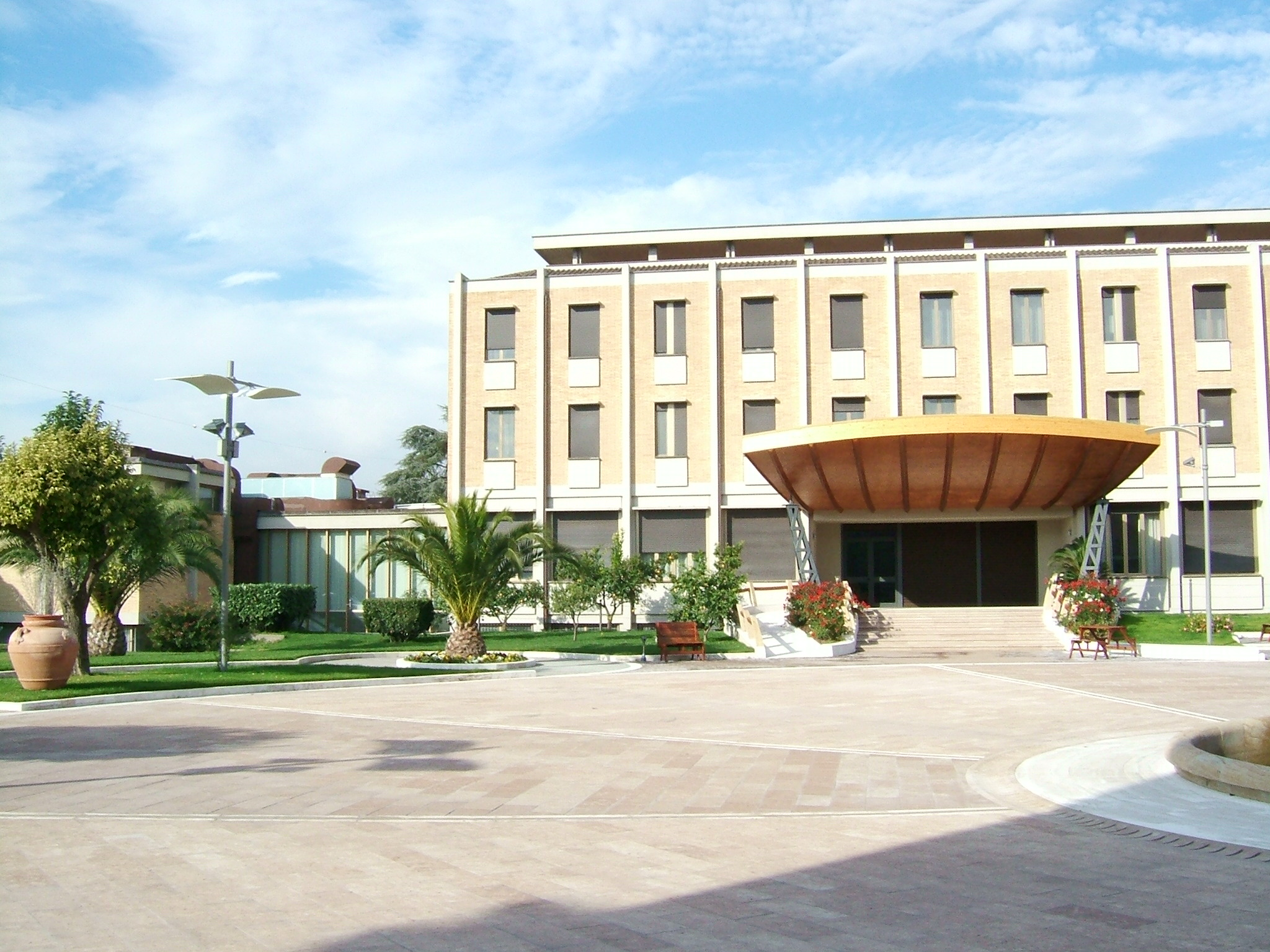
Obecna siedziba Instytutu Historycznego Kapucynów w Rzymie.

Instytut Historyczny Kapucynów (Istituto Storico dei Cappuccini) – badawcza instytucja naukowa, powołana do życia przez Zakon Braci Mniejszych Kapucynów, mająca siedzibę w Rzymie. Instytut pod tą nazwą powstał w roku 1940, w wyniku przekształcenia i przeniesienia z Asyżu do Rzymu Kolegium Pisarzy Św. Wawrzyńca z Brindisi (Collegio degli Scrittori di San Lorenzo da Brindisi ad Assisi). Instytut wydaje także czasopismo naukowe Collectanea Franciscana, posiadające suplement bibliograficzny Bibliographia Franciscana. Związane z nim wydawnictwo naukowe publikuje kilka serii książkowych, między innymi: "Monumenta Historica Ordinis Minorum Capuccinorum"; "Bibliotheca seraphico-capuccina"; "Bibliotheca ascetico-mystica"; "Iconographia franciscana"; "Scriptores et Scripta Ordinis Fratrum Capuccinorum"; "Subsidia scientifica franciscalia".

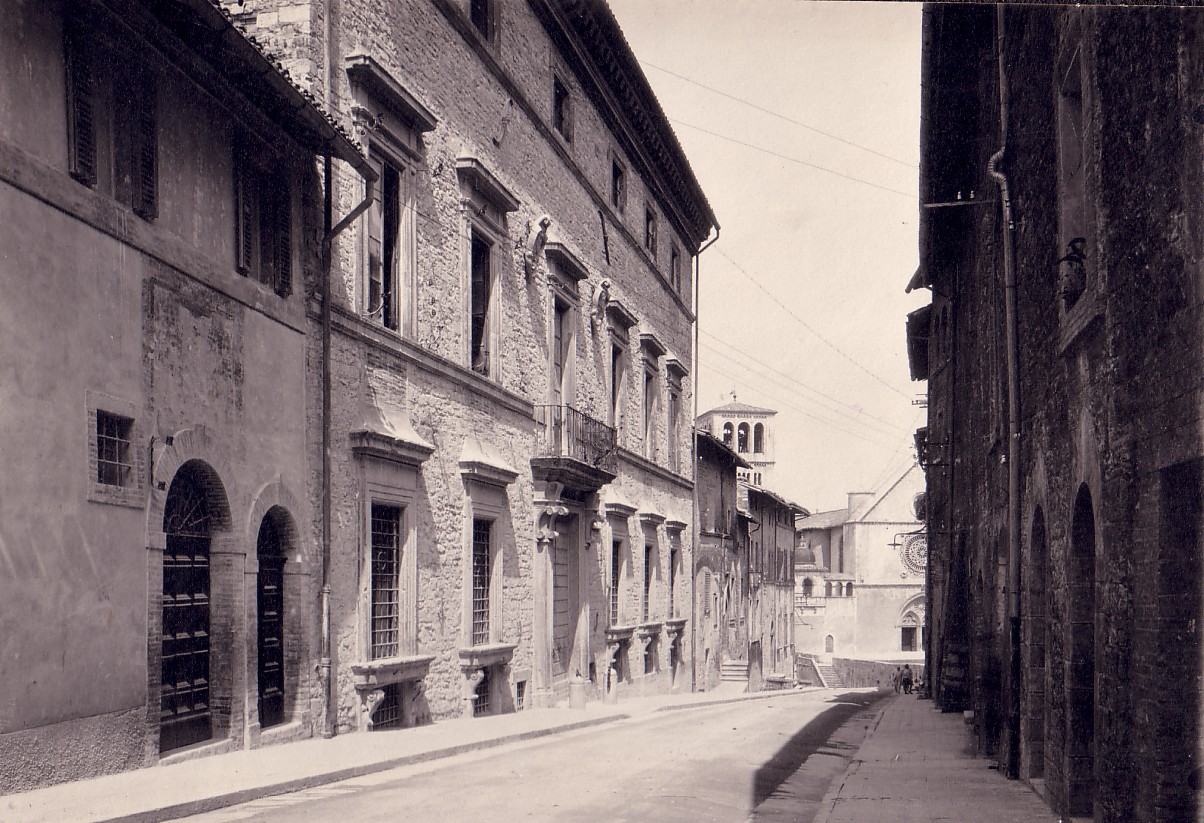
Siedziba Instytutu w Asyżu (Palazzo Bernabei).

Od 1968 roku Instytut ma swoją siedzibę przy Kolegium Międzynarodowym Świętego Wawrzyńca z Brindisi (Circonvallazione Occidentale 6850; 00163 Roma), gdzie znajduje się także Sekcja Historyczna Archiwum Generalnego Zakonu Braci Mniejszych Kapucynów i Biblioteka Centralna Kapucynów. Z Instytutem związane jest również Muzeum Franciszkańskie.

## Historia

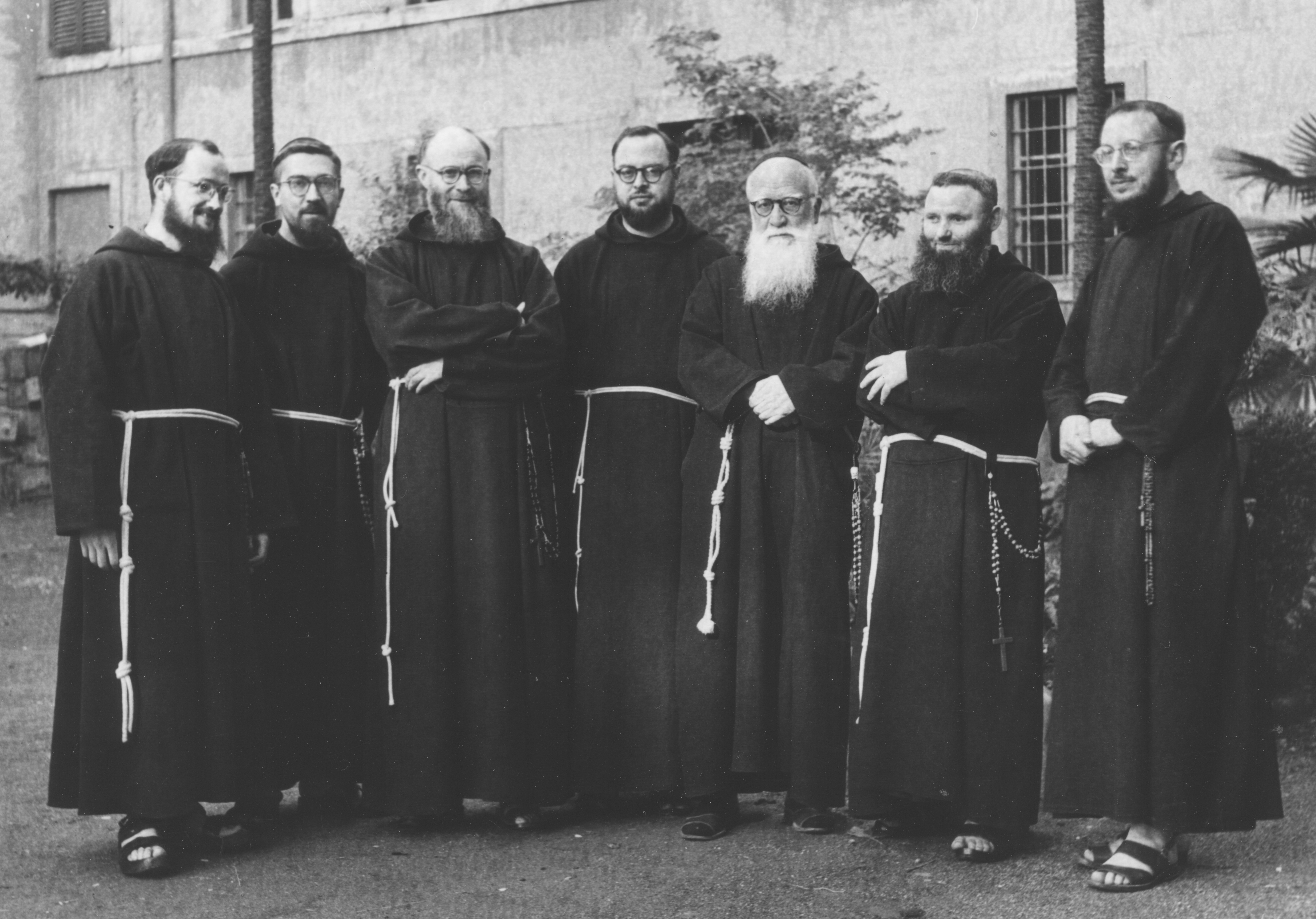
Członkowie Instytutu Historycznego Kapucynów. Rzym 1955. Servus Gieben, Menna da ’s-Hertogenbosch, Melchor Turrado de Pobladura, Isidoro Agudo de Villapadierna, Exupère de Marseille, Felice Molga, Mariano D'Alatri.

Instytut został utworzony 14 listopada 1930 roku w Asyżu przez ówczesnego ministra generalnego Zakonu Braci Mniejszych Kapucynów, Melchiora z Benisy. Nosił wówczas nazwę Kolegium Pisarzy Św. Wawrzyńca z Brindisi. Jego celem było przede wszystkim wydawanie źródeł dotyczących historii zakonu, oraz ich krytyczne opracowanie, a także studia nad spuścizną literacką i duchowością kapucynów. Pierwszym prezesem był Anglik, Cuthbert of Brighton, który sprawował tę funkcję aż do śmierci w marcu 1939 roku. W Asyżu, przy dzisiejszej ulicy Via San Francesco (Palazzo Bernabei, zwany też Palazzo Sperelli) w siedzibie Instytutu znajdowało się również Muzeum Franciszkańskie.
W roku 1940, nowy prezes, Hiszpan Melchor Turrado de Pobladura uzyskał od zarządu generalnego zgodę na przeniesienie ośrodka badawczego i wydawnictwa (Edizioni Collegio S. Lorenzo in Assisi) do Rzymu. Równocześnie zmieniono jego nazwę, aby uniknąć mylenia z Kolegium Międzynarodowym dla studentów kapucyńskich, któremu również patronował św. Wawrzyniec z Brindisi. Instytut miał swoją siedzibę przy ówczesnej Kurii Generalnej Kapucynów (Via Sicilia - Via Boncompagni). Muzeum jeszcze przez kilka lat pozostało w Asyżu, ale w roku 1958 zostało również przeniesione do Rzymu.
W roku 1968 Instytut otrzymał nową siedzibę przy obwodnicy Rzymu (Grande Raccordo Anulare). W osobnym skrzydle budynku umieszczono także Muzeum Franciszkańskie. W tym samym kompleksie znajduje się Biblioteka Centralna zakonu (Biblioteca Centrale dei Cappuccini) oraz sekcja historyczna Archiwum Generalnego Kapucynów.
Instytut rządzi się własnym statutem, zatwierdzonym przez Ministra Generalnego Kapucynów w roku 1985.
Oprócz publikacji książkowych i czasopisma, Instytut tworzy także internetową bazę danych zawierającą międzynarodową bibliografię franciszkańską. Instytut współpracuje między innymi z Międzynarodowym Towarzystwem Studiów Franciszkańskich (Società Internazionale di Studi Francescani) z Kolegium Wydawców z Quaracchi i z Papieskim Uniwersytetem Antonianum.
Obecnie do Instytutu należy siedmiu członków zwyczajnych, pochodzących z Włoch, Etiopii, Polski i Rumunii, a także dwóch członków zewnętrznych (korespondencyjnych) z Włoch.

## Polacy w Instytucie Historycznym Kapucynów
Efrem z Kcyni (od 1930 do 1936)
Jerzy Cygan (od 1969 do 1989)
Salezy Józef Kafel (od 1984 do 1989)
Aleksander Horowski (od 2004)
Daniel Kowalewski (od 2012)

## Prezesi Instytutu Historycznego Kapucynów
Cuthbert of Brighton 14.11.1930-22.03.1939
Melchior de Pobladura 28.03.1939-24.101965
Isidoro (Agudo) de Villapadierna 19.11.1965-05.12.1971
Servus Gieben (de St. Anthonis) 05.12.1971-01.01.1978
Isidoro (Agudo) de Villapadierna 01.01.1978-03.02.1981
Mariano D'Alatri 03.02.1981-30.01.1987
Germán Zamora Sánchez 30.01.1987-02.03.1990
Vincenzo Criscuolo 02.03.1990-05.04.1999
Servus Gieben 05.04.1999-01.04.2005
Leonhard Lehmann 01.04.2005-11.04.2008
Aleksander Horowski 11.04.2008-25.06.2014
Yohannes Teklemariam 25.06.2014-29.06.2017
Daniel Kowalewski 29.06.2017-